# رحیم هودی
رحیم هودی بازیگر تئاتر، سینما و تلویزیون، چهره ماندگار استان فارس و دارنده نشان درجه یک هنری در حوزه تئاتر، سال ۱۳۱۴ در شیراز متولد شد. این هنرمند از دهه ۳۰ شمسی با نمایش «عینک مضحک» به‌طور جدی پا به عرصه تئاتر گذاشت و تاکنون در ۱۲ فیلم سینمایی و سریال به ایفای نقش پرداخته‌است.

## زندگی‌نامه
رحیم هودی پیشکسوت تئاتر شیراز در سال ۱۳۱۴ در شیراز متولد شد. او از دوران کودکی به تئاتر علاقه داشت و آن طور که خودش گفته‌است با استفاده از دوده‌های ته‌دیگ خود را برای حضور در سیاه بازی‌ها آماده می‌کرده و در تعزیه‌های مختلف در مدرسه و دبیرستان به روی صحنه می‌رفته‌است. او بعد از راه اندازی تئاتر سعدی در دهه ۳۰ شمسی در شیراز به این سالن پر رونق تئاتر پیوست و در نمایش «عینک مضحک» بازی کرد.
هودی سپس در نمایش «حوریان حرم» در نقش پیرزنی فالگیر به ایفای نقش پرداخت و بازی او مورد توجه قرار گرفت.
هودی آموزگاری سخت کوش بود که در دوران آموزگاری در خرامه، زرقان و پس از آن دبیرستان عشایری به دانش آموزان تئاتر می‌آموخت. نمایش «اعتراف»، «محکوم بی گناه»، «بی نوایان»، «حماسه مادر» از نمایش‌های ماندگار استاد هودی در آن دوران است.
مهگان فرهنگ هنرمند شیرازی از این دورانِ زندگی رحیم هودی مستندی با عنوان «آموزگار شهر من» ساخت که در جشنواره بین‌المللی فیلم رشد نیز موفق به دریافت دیپلم افتخار شد.
هودی که از بنیان‌گذاران تئاتر در شیراز است از سال ۱۳۶۲ با بازی در فیلم «خاک و خون» به کارگردانی کامران قدکچیان پا به عرصه هنر هفتم گذاشت. و تا سال ۱۳۸۷ در ۱۲ فیلم بازی کرد.

## بزرگداشت
مراسم بزرگداشت رحیم هودی در ۱۴ اردیبهشت ماه ۱۳۹۳ در تالار احسان شیراز برگزار و از ۶۰ سال فعالیت هنری وی تجلیل شد. هودی در این مراسم گفت: «قلم و کارگردانی انگیزه من برای قرار گرفتن در صحنه تئاتر بوده و هست. اگر من روی صحنه هستم به خاطر فعالیت قلم به دستان و کسانی است که کارگردانی می‌کنند. این حس است که هنوز به من انگیزه پرواز می‌دهد.»
رحیم هودی با وجود کسالت و کهولت سن هنوز در عرصه تئاتر فعال است و به ویژه به مددجویان زندان‌ها تئاتر آموزش می‌دهد.
در شهر شیراز تماشاخانه‌ای به نام استاد رحیم هودی نامگذاری شده و در سال ۱۳۹۲ نیز در آستانه ۸۰ سالگی در نمایش «چای تلخ، قند ترش» به کارگردانی آرمان‌طیران به روی صحنه رفت.

## آثار سینمایی
۱ - تاکسی نارنجی (۱۳۸۷)
۲ - کیش و مات (۱۳۸۷)
۳ - عشق فیلم (۱۳۸۱)
۴ - یاغی (۱۳۷۶)
۵ - به خاطر هانیه (۱۳۷۳)
۶ - پاییز بلند (۱۳۷۲)
۷ - قرق (۱۳۷۰)
۸ - تابستان ۵۸ (۱۳۶۸)
۹ - در مسیر تندباد (۱۳۶۷)
۱۰ - روزهای انتظار (۱۳۶۵)
۱۱ - تشریفات (۱۳۶۴)
۱۲ - خاک و خون (۱۳۶۲)

## آثار نمایشی
- عینک مضحک (بازیگر)
- حوریان حرم (بازیگر)
- سیب جادو (بازیگر)
- مشتی عباد (بازیگر)
- ستارخان (بازیگر)
- صاحب تانکی (بازیگر)
- چوپان بره گم‌کرده (نویسنده و کارگردان)
- اعتراف (بازیگر)
- بلبل‌سرگشته (کارگردان)
- درختان ایستاده می‌میرند (بازیگر)
- دورنمای مکه (بازیگر)
- افعی طلایی (کارگردان)
- بهترین بابای دنیا (کارگردان)
- مستأجر (بازیگر)
- پرواربندان (بازیگر)
- خدا را هجی کن (بازیگر)
- سربداران (نویسنده و کارگردان)
- آخرین فریاد (نویسنده و کارگردان)
- قوهای وحشی (بازیگر)
- فانوس دریایی (بازیگر)
- شین میم ر (کارگردان)
- بی تو مهتاب شبی (بازیگر)
- ولپن (بازیگر)
- حافظ خلوت‌نشین پرهیاهو (بازیگر)
- سه‌گانه غریبانه (بازیگر)
- سعدی (بازیگر)
- سیزیف و مرگ (بازیگر)
- چای تلخ، قند ترش (بازیگر)
- حالتی رفت که محراب به فریادآمد (بازیگر)

## آثار تلویزیونی
- کارآگاه کوچولو (بازیگر)
- تفنگ سرپر در نقشِ لُطفو
- پشت کوه های بلند در نقش عامو لهراس
- فیلم بلندداستانی درگنجینه ترویج(بازیگر) درنقش رئیس شورای محل